# Gnilec (przystanek kolejowy)
Gnilec – nieczynny przystanek osobowy w pobliżu Gnilca (w odległości ok. 1,5 km od osady), w województwie podlaskim, w Polsce. Znajduje się tu budynek dworcowy - budynek dróżnika z poczekalnią (obecnie w prywatnych rękach), jeden peron oraz magazyn dróżnika torowego.
W budynkach mieszkały trzy rodziny.